# عبد الله رفود السفياني
عبد الله بن رفود السفياني (1975م) أكاديمي وكاتب ومفكر سعودي، وعضو في مجلس الشورى السعودي من تعيينه بأمر ملكي في 3 ربيع الأول، 1438هـ الموافق ليوم 2 ديسمبر 2016م إلى عام 1442هـ/ 2020م. ولد عبد الله السفياني بتاريخ 1395هـ في الطائف. وهو مؤسس ورئيس مشروع ودار أدب.

## الحياة التعليمية
- الدكتوراه في تخصص التربية الإسلامية والمقارنة عام 1432هـ بموضوع دراسة: (ضوابط النقد التربوي من خلال كتاب مجموع الفتاوى لشيخ الإسلام ابن تيمية وتطبيقاتها في مجال البحث التربوي) بامتياز مع مرتبة الشرف الأولى والتوصية بطبع الرسالة وتداولها.[2] الجامعة الإسلامية – قسم التربية الإسلامية- كلية الدعوة وأصول الدين.[2]
- الماجستير في التربية الإسلامية والمقارنة. عام 1426هـ بموضوع دراسة: (تربية الإرادة في الفكر الإسلامي) بتقدير ممتاز مع مرتبة الشرف جامعة أم القرى، كلية التربية، قسم التربية الإسلامية والمقارنة البكالوريوس عام 1419هـ
- تخصص بلاغة ونقد وإعداد تربوي بتقدير ممتاز مع مرتبة الشرف جامعة أم القرى، كلية اللغة العربية، قسم البلاغة والنقد.

## الحياة المهنية
- عضو مجلس الشورى لدورة واحدة اعتباراً من 3/3/1438هـ.[2]
- معلم وإداري في التعليم العام من عام 1419هـ.
- حاصل على وسام وزارة التعليم للتميز.
- المدير العام للموسوعة العالمية للأدب العربي (أدب).
- متعاون مع مركز الملك عبد الله الدولي لخدمة اللغة العربية في عدد من البرامج.
- وكيل عمادة خدمة المجتمع والتعليم المستمر بجامعة المجمعة.
- المشرف العام على وكالة الجامعة للشؤون التعليمية (جامعة المجمعة)
- عضو فريق بناء الأدلة المهنية بمكتب التربية لدول مجلس التعاون.
- مستشار إعلامي لدى بعض المؤسسات والوزارات سابقاً.
- عضو الجمعية العلمية السعودية للتربية وعلم النفس.
- عضو الجمعية العلمية السعودي للأدب.
- عضو مجمع اللغة العربية الافتراضي.
- مستشار مشروع حفظ النص الرقمي «نادي جدة الأدبي».
- المشرف على مشروع الترجمة بين أدب ومركز الملك عبد العزيز الثقافي العالمي «إثراء».
- محكم للعديد من المسابقات الإبداعية في العالم العربي.

## المؤتمرات والندوات
- المشاركة في مؤتمر تقنيات التعليم عام 1433هـ.[2]
- المشاركة في مؤتمر عمل معجم الشباب اللغوي بوزارة التعليم العالي مركز الملك عبد الله الدولي لخدمة اللغة العربية.[2]
- مؤتمر اللغة العربية والأمن اللغوي بجامعة الأمير نايف للعلوم الأمنية.
- المشاركة في مؤتمر التدين في العالم العربي للباحثين في العلوم الاجتماعية بدولة المغرب الرباط 1436هـ.
- مؤتمر الأدباء السعوديين الخامس تحت رعاية خادم الحرمين الشريفين الملك سلمان بن عبد العزيز.
- مؤتمر التربية وآفاق المستقبل جامعة الباحة 2019.
- عضو مؤتمر الجامعات الناشئة ممارسات وتجارب جامعة المجمعة.
- مؤتمر الحسبة في رحاب جامعة أم القرى 2018.
- مؤتمر النص الخامس عشر في نادي جدة الأدبي 2018.

## المؤلفات والبحوث

### المؤلفات
- كتاب (حجاب الرؤية: قراءة في العوامل الخفية المؤثرة على الخطاب الفقهي).[2]
- كتاب (الخطاب الوعظي: دراسة نقدية لأساليب الخطاب ومضامينه).
- كتاب (سور الطين: تربية الإرادة في الفكر الإسلامي).
- كتاب (ضوابط في النقد دراسة في فكر ابن تيمية النقدي).
- ديوان (وأموت يا أمي وفي صدري كلام). 2013.[4]
- (ماعاد في العمر ما يكفي لقسوتهم). 2018.[5]

### البحوث
- حالة التدين في السعودية دوائر العلاقات ومسارات التحول.
- الحسبة رؤية نقدية «ورقة عمل».
- الشعراء الشباب في الألفية الجديدة التطلعات والعوائق.
- المواطنة الرقمية رؤية تأصيلية بحث محكم في مؤتمر التربية وآفاق المستقبل.
- الأدب في أفق رقمي «ورقة عمل».
- تقديم الذات في الشبكات الاجتماعية «ورقة عمل منشورة».

## وصلات خارجية
- موقع مجلس الشورى السعودي الرسمي.
- معرض صور مجلس الشورى السعودي.